# Nhà thờ chính tòa Astorga

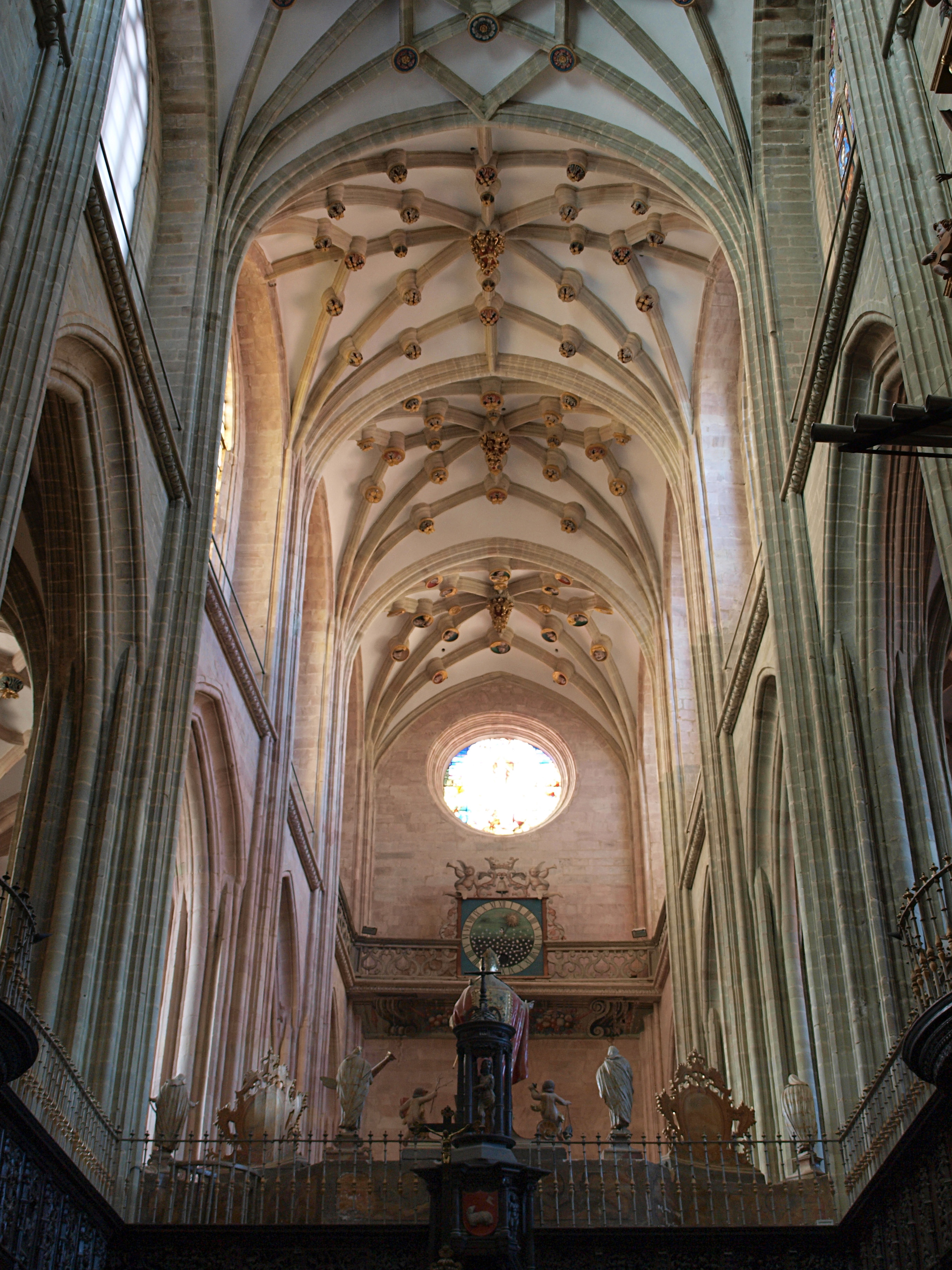
Nội thất nhà thờ chính tòa.

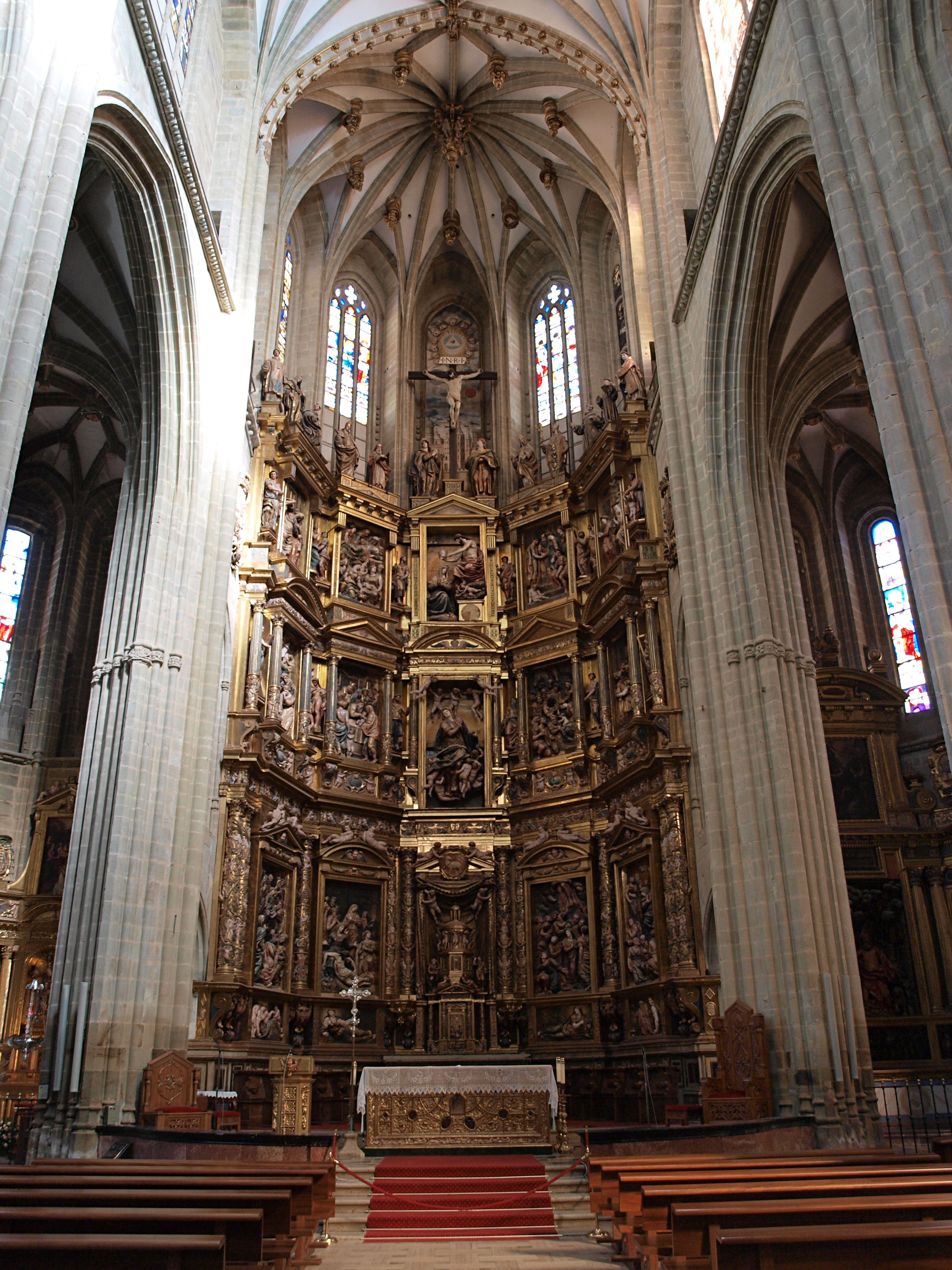
Bàn thờ nhà thờ chính tòa.

Nhà thờ chính tòa Astorga (tiếng Tây Ban Nha: Catedral de Santa María de Astorga) là một nhà thờ Công giáo Roma ở Astorga, Tây Ban Nha. Nhà thờ được công nhận là di sản quốc gia năm 1931.